# Flinger Straße
Die Flinger Straße ist eine zentrale Straße der Düsseldorfer Altstadt und eine wichtige Einkaufsstraße der Landeshauptstadt. Sie verläuft von der Heinrich-Heine-Allee und dem dort gelegenen U-Bahnhof bis zur Marktstraße und Berger Straße. Die im 14. Jahrhundert angelegte Straße ist heute Fußgängerzone und Standort für zahlreiche Textilunternehmen, die ein junges Publikum ansprechen. Die Flinger Straße ist die Einkaufsstraße mit der höchsten Passantenfrequenz in Düsseldorf und gehört mit etwa 12.000 gemessenen Passanten pro Stunde zu den fünf meistfrequentierten Einkaufsstraßen Deutschlands.
In Rheinnähe, am südwestlichen Ende der nur rund 250 Meter langen Straße, befinden sich zwei Einrichtungen des Düsseldorfer Brauchtums, das Brauhaus Uerige sowie „et Kabüffke“, ein Ausschank der Likörfabrik Peter Busch mit ihrem bekanntesten Produkt, dem Killepitsch, sowie das dazugehörige Ladenlokal. Diese Traditionsbetriebe sind große Anziehungspunkte für Einheimische und Touristen. Das Brauhaus liegt genau genommen bereits auf der Rheinstraße, wobei diese Straße den meisten Einheimischen unbekannt ist und gefühlsmäßig der Flinger Straße zugeschlagen wird. Auf der Flinger Straße befinden sich noch mehrere Gebäude aus dem 17. und 18. Jahrhundert, die allesamt denkmalgeschützt sind.

## Geschichte

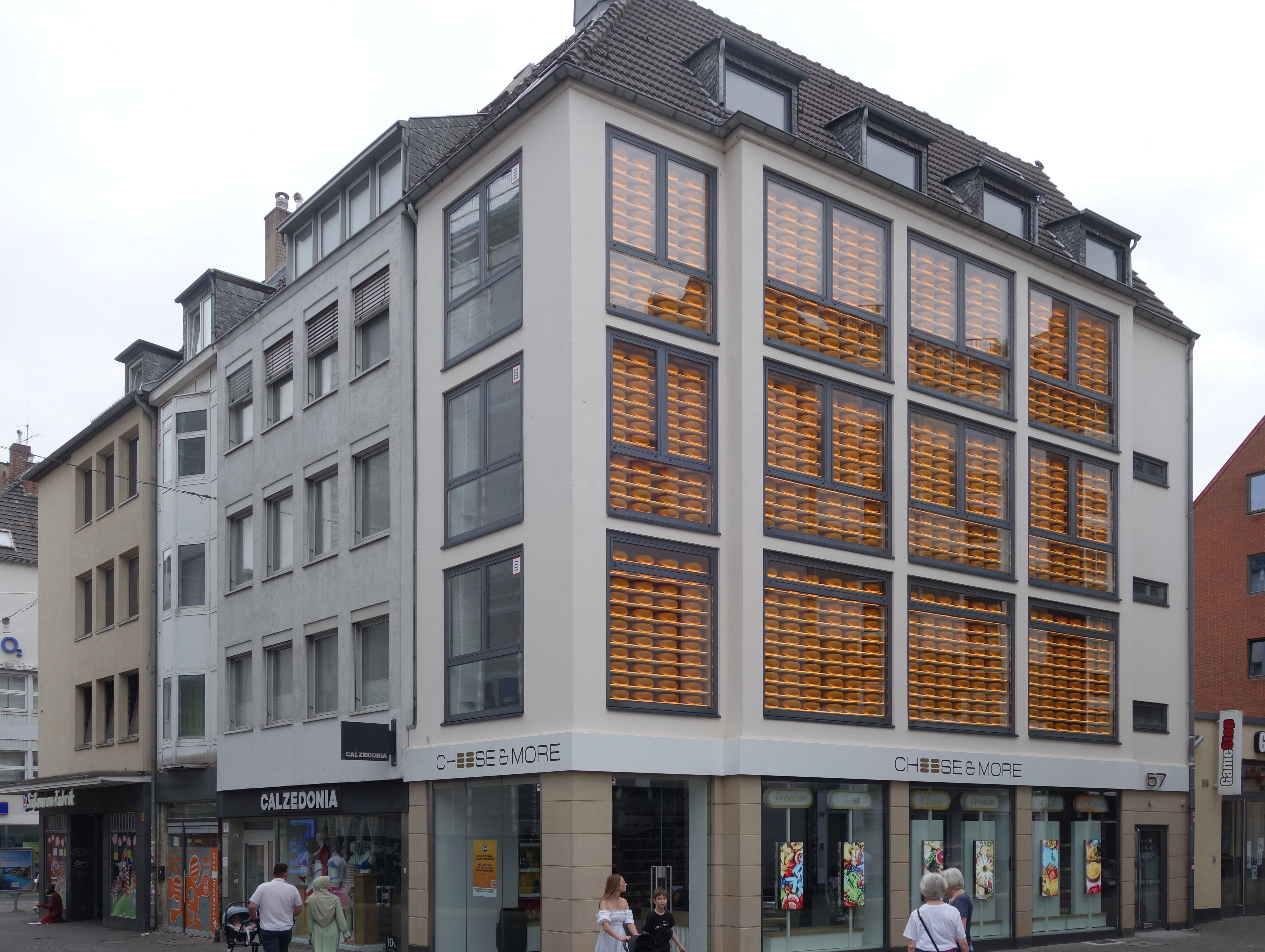
Im Juni 2023 eröffnete die niederländische Handelskette „Cheese and More“ am Eingang zur Flinger Straße einen Käseladen mit Käselaib-Attrappen bis in die Fenster der vierten Etage

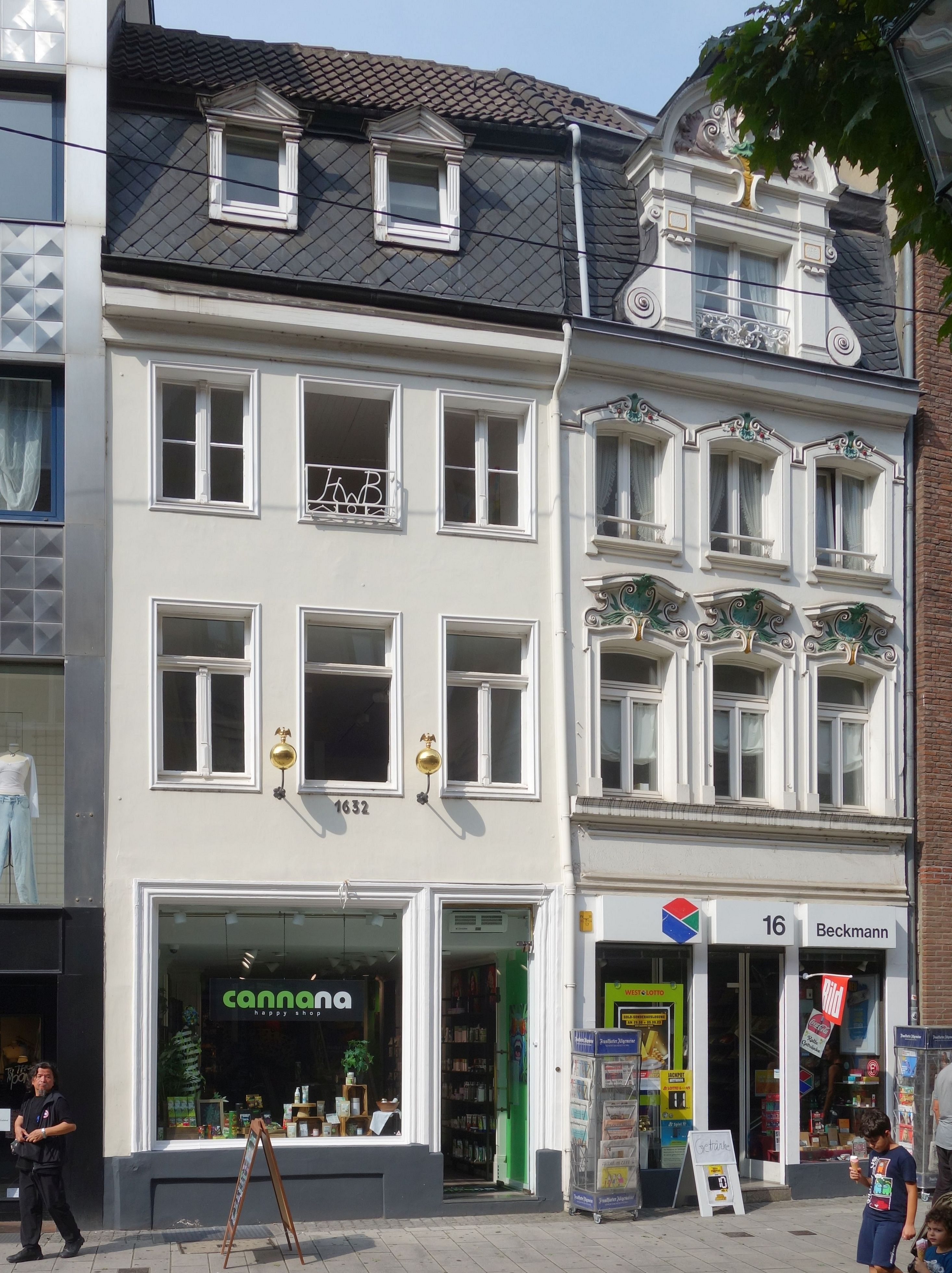
Haus Nr. 14 und 16, mit neueröffnetem Cannabis-Shop (August 2023)

Die Flinger Straße wurde im Rahmen der ersten Stadterweiterung gegen 1384 angelegt und führte über die als Verlängerung dienende Rheinstraße vom „Rheintor“ zum 1400 erstmals urkundlich erwähnten „Flinger Tor“, wo der Weg „Flinger Steinweg“, die heutige Schadowstraße, nach Flingern begann. Die Flinger Straße war damit die erste Durchgangsstraße der Stadt.
1443 beschloss Herzog Gerhard, auf der Straße einen Neubau für ein Gasthaus und Spital anzulegen. Der Komplex befand sich an der Kreuzung Flinger/Ecke Berger Straße. Die Leitung übertrug der Landesherr den Kreuzbrüdern. Aufgabe der Einrichtung war neben der einer Bereitstellung von Unterkünften für Durchreisende, „Pilger, Kranke, Lahme und Blinde zu speisen und zu laben“. Fertigstellung des neuen Hospitals und Umzug zur Flinger Straße erfolgten 1449. Das Gasthaus sollte die Straße für über 200 Jahre prägen. Um 1657 musste das alte Gasthaus wegen Baufälligkeit weitgehend aufgegeben werden und wurde durch ein bereits damals Goldener Helm genanntes neue Gebäude ersetzt. Ein neues Hospital, genannt St. Hubertus-Hospital, wurde erst zu Beginn des 18. Jahrhunderts an der heutigen Kasernenstraße gebaut.
Im Oktober 1669 fielen mehrere Häuser auf der Straße einem großen Brand zum Opfer, der 22 Häuser in der kleinen Stadt vollständig vernichtete.
Der 1721 in den Reichsherrenstand erhobene Johann Bernhard Francken (oder Franken) errichtete im Bereich Flinger- und Mittelstraße das Gut „Düsselstein“, welches unter Protest des bergischen Adels in die bergischen Rittergüter aufgenommen wurde. Entsprechend einer anderen Dokumentation wird das Gut Grosse Düsselstein 1752 urkundlich erwähnt. Eigentümer zu diesem Zeitpunkt war eine Familie Schlebusch. Ein Johann Theodor von Schlebusch († 1716) war Anfang des 18. Jahrhunderts mit Anna Magaretha von Franken verheiratet.
Ab 1771 befand sich für einige Jahrzehnte die Kaiserliche Posthalterei im Haus Nr. 20 der Flinger Straße. Weiteres hierzu wird unter Einzelne Häuser: Haus Nr. 20 angeführt.
Am 29. Juni 1621 wurde durch Herzog Wolfgang Wilhelm der Grundstein zu einer Klosterkirche der Kapuziner auf dem Grundstück Nr. 23 gelegt. Die Wohnhäuser dieses Klosters waren die Gebäude Nr. 25, 27, 29 und 31. Das rückwärtige Gelände des Klosters reichte bis zur heutigen Wallstraße. Teile des Klosters wurden bei der Errichtung der Carlstadt 1788 für die Anlegung der Mittelstraße abgerissen. Als Ausgleich erhielt der Orden zwei Gebäude Ecke Wall- und Mittelstraße. Im Zuge der Säkularisation wurde das Kloster 1803 aufgelöst. Die Klosterkirche wurde 1804 abgerissen und von der Inneneinrichtung Orgel und zwei Nebenaltäre in die Kirche St. Anna des Hubertus-Hospitales auf der Kasernenstraße überführt. Neben dem Abthaus, aktuell das Gebäude Wallstraße 29 b, war noch die Brauerei der Mönche vorhanden. Am 16. April 1810 wurde diese von der Finanzverwaltung an Steffen und Consorten verkauft.
Ende des 18. und Anfang des 19. Jahrhunderts zählte die Flinger Straße zu den besseren Wohngebieten der Stadt, mit überdurchschnittlichen Immobilienwerten. Weinhändler und andere Kaufleute siedelten sich hier bevorzugt an. Dennoch war die Sozialstruktur gemischt. Erst Anfang des 19. Jahrhunderts wurde die Straße mit behauenem Basalt gepflastert. Zuvor war sie lediglich mit Bruchsteinen und Kieseln befestigt. Um 1860 wohnten auf der Flinger Straße mit 1555 Bewohnern rund 3,5 % der gesamten Düsseldorfer Bevölkerung. Um 1890 befanden sich rund 80 Einzelhandelsgeschäfte auf der Flinger Straße; heute sind es etwa 40, was im Wesentlichen daran liegt, dass die Ladenflächen wegen Zusammenlegungen und Neubauten heute größer sind.
Im späten 19. und frühen 20. Jahrhundert war die Flinger Straße ein Treffpunkt der Düsseldorfer Sozialdemokratie. Zusammenkünfte der Genossen fanden z. B. in den Gaststätten „Zum Goldenen Schellfisch“ (Haus Nr. 42) sowie „Zum Churfürsten“ (Haus Nr. 36) statt. Aufgrund regelmäßiger Polizeikontrollen sowie gesellschaftlicher Probleme stellten die Gastwirte der SPD nur ungerne Räumlichkeiten zur Verfügung. 1904 erwarben die Partei und einige Gewerkschaften die Gebäude Nr. 11–17 auf der Flinger Straße, um dort ihr zukünftiges Parteihaus errichten zu lassen. So entstand von 1907 bis 1909 auf diesen Grundstücken das „Volkshaus“ (Haus Nr. 11).
Im Zweiten Weltkrieg wurden weite Teile der Straße vollständig vernichtet. Lediglich einige wenige Gebäude aus dem 17. und 18. Jahrhundert überstanden den Krieg weitgehend unversehrt, wurden restauriert und stehen heute unter Denkmalschutz. Beim Wiederaufbau nach 1945 wurde im westlichen Bereich ab Haus Nr. 1 bis Nr. 9 der Fußgängerbereich auf der Südseite der Straße verbreitert. Die Hausflucht wurde bei diesen Gebäuden zurückverlegt und der bereits älteren von Haus Nr. 11 angepasst. Da Haus Nr. 1 weitgehend unbeschädigt war, wurde bei diesem nur die untere Ladenfront zurückgenommen und Kolonnaden für einen Durchgang neu angelegt. Ab Haus Nr. 3 wurden die Häuser zurückgesetzt und durch Neubauten mit schmuckloser Vorderfront ersetzt.
Aus den Anfängen der Straße im 14. Jahrhundert hat wie in vielen anderen Teilen der Altstadt nichts bis in die heutige Zeit überdauert. Aber auch wenn die Straße ihre 400-jährige Funktion als Hauptverkehrsstraße Düsseldorfs verloren hat und heute Fußgängerzone ist, ist sie bis heute einer der lebendigsten Orte der Landeshauptstadt.

## Einzelne Gebäude

### Haus Nr. 8, „Zum weißen Füchschen“
Das Haus wurde im 18. Jahrhundert errichtet und später mit Jugendstilelementen versehen. Das Gebäude steht seit 1985 unter Denkmalschutz.

### Haus Nr. 10, „Zum goldenen Schiffchen“
In der ersten Hälfte des 18. Jahrhunderts betrieb der Weinhändler Willich in diesem Haus Weinhandel und ein Weinlokal. Weitere Eigentümer waren 1742 der Brückenmeister Coblenz und ab 1805 der Metzger Joseph Zumbusch, der in dem Haus eine Metzgerei unterhielt.

### Haus Nr. 11

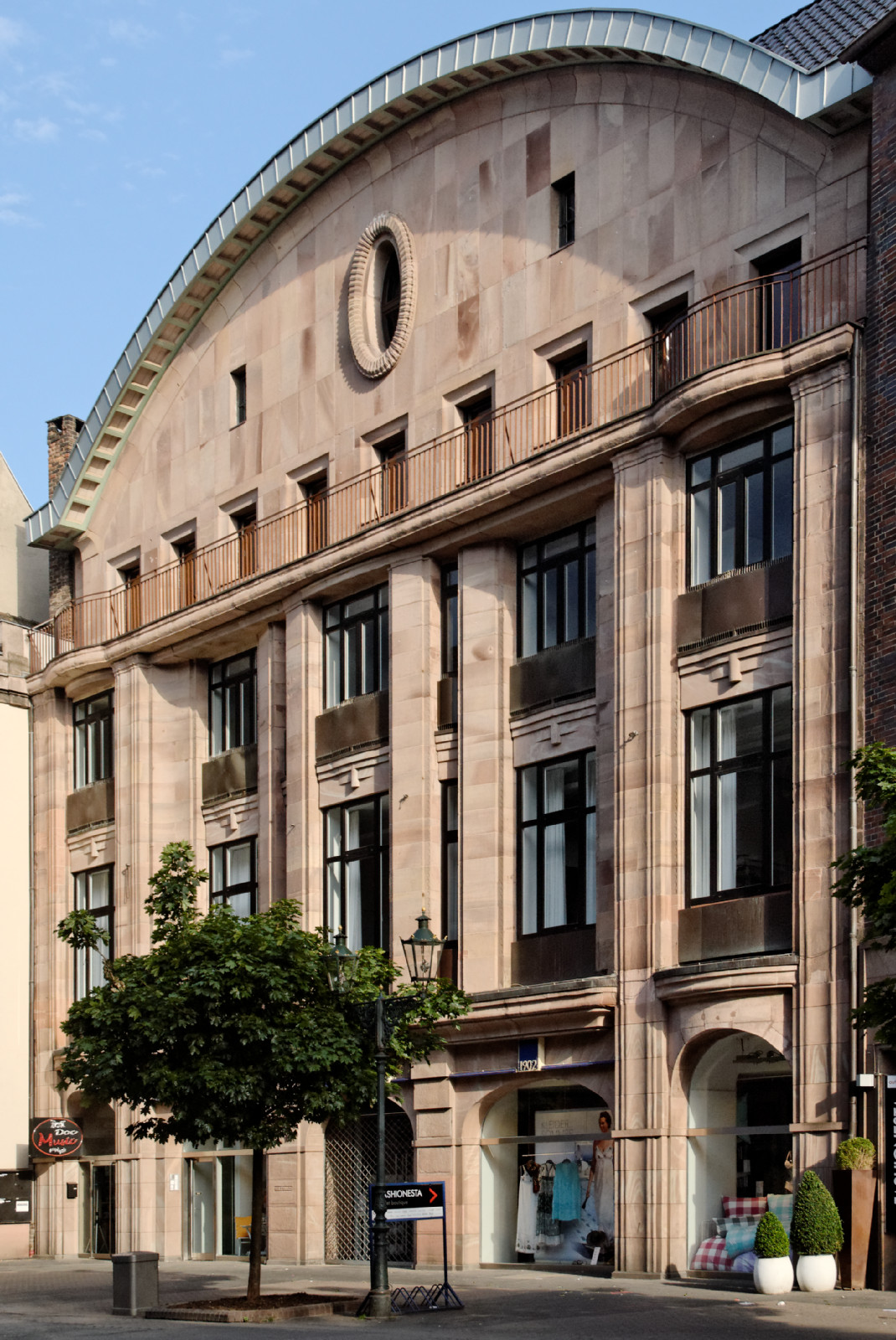
Ehemaliges Volksbildungshaus

Von den ursprünglichen Häusern Nr. 11 bis 17 sind vor dem Bau des späteren Volkshauses die Namen einiger Eigentümer von 1700 bis Ende des 19. Jahrhunderts in einer Dokumentation genannt. Für 1807 wird in Haus Nr. 11 in der gleichen Literaturquelle der Betrieb einer Weinstube angeführt. In Haus Nr. 17, zu Beginn des 18. Jahrhunderts Im Morian und ab 1783 Zu den drei Mohren genannt, war später bis zum Abriss eine Bäckerei vorhanden.
1909 wurden die vier alten Häuser abgerissen und die Hausfront für die Verbreiterung eines freien Bereiches vor dem neuen Gebäude nach Süden verschoben. Unter der Nr. 11 wurde das Volksbildungshaus der Gewerkschaften eingerichtet, das der Weiterbildung und Unterhaltung der Arbeiterschaft der boomenden Industriestadt dienen sollte. Träger waren die elf Gewerkschaften in Düsseldorf, deren Mitgliederzahl von 1902 bis 1913 von 3.000 auf etwa 23.000 anwuchs. In dem Haus waren mehrere Versammlungssäle, ein Restaurationsbetrieb, Büroräume und eine Druckerei für die Sozialdemokratische Volkspartei vorhanden.
Die Geschichte des Volksbildungshauses währte nur kurz. Im Ersten Weltkrieg wurde es für militärische Zwecke genutzt und in den 1920er Jahren musste der Betrieb aufgrund von Geldnot eingestellt werden. Der Name wurde auf Haus der Deutschen Stände geändert. Die Nationalsozialisten richteten hier danach das Haus Vaterland ein.
Im restaurierten ehemaligen „Volkshaus“ waren nach dem Zweiten Weltkrieg zuerst teilweise ein Hotel, ein Tanzlokal und das von Hans-Müller Schlösser und Kurt Bruck gegründete Kleines Theater untergebracht. 1954 wurde das Gebäude an das renommierte Möbelhaus Berges verkauft. Hier fand 1963 das von Gerhard Richter und Konrad Lueg organisierte Happening Leben mit Pop – Eine Demonstration für den Kapitalistischen Realismus statt. 1989 wurde die ursprüngliche Fassade wieder freigelegt und renoviert. Seit der Geschäftsaufgabe der Firma Berges Mitte der 1990er Jahre befand sich hier eine Filiale der Firma Strauss Innovation, die 2016 Insolvenz beantragte. Seitdem steht das Ladenlokal leer.
Im Keller des Hauses Nr. 11 befand sich in den 1980er Jahren der Subkulturclub Line Light, einer der bekanntesten „Szene-Locations“ neben dem Ratinger Hof. Nachfolger des Line Lights wurde das Dr. Jazz, ebenfalls eine überregional bekannte Institution, die später als Doc Music firmierte. Seit 2007 fanden hier in unregelmäßigen Abständen Line Light Partys statt, die auch 16 Jahre nach Schließung des Clubs noch das alte Publikum ansprachen. Von Ende 2011 bis August 2013 befand sich hier ein privates Elvis-Museum mit über 1500 Originalexponaten. Ab dem 31. Oktober soll das Kellerlokal unter dem Namen Die Kammer von Frank Wesoly bewirtschaftet sein, ein Klub für Schwule und Lesben, mit Bar, Events und Kleinkunst.

### Haus Nr. 20

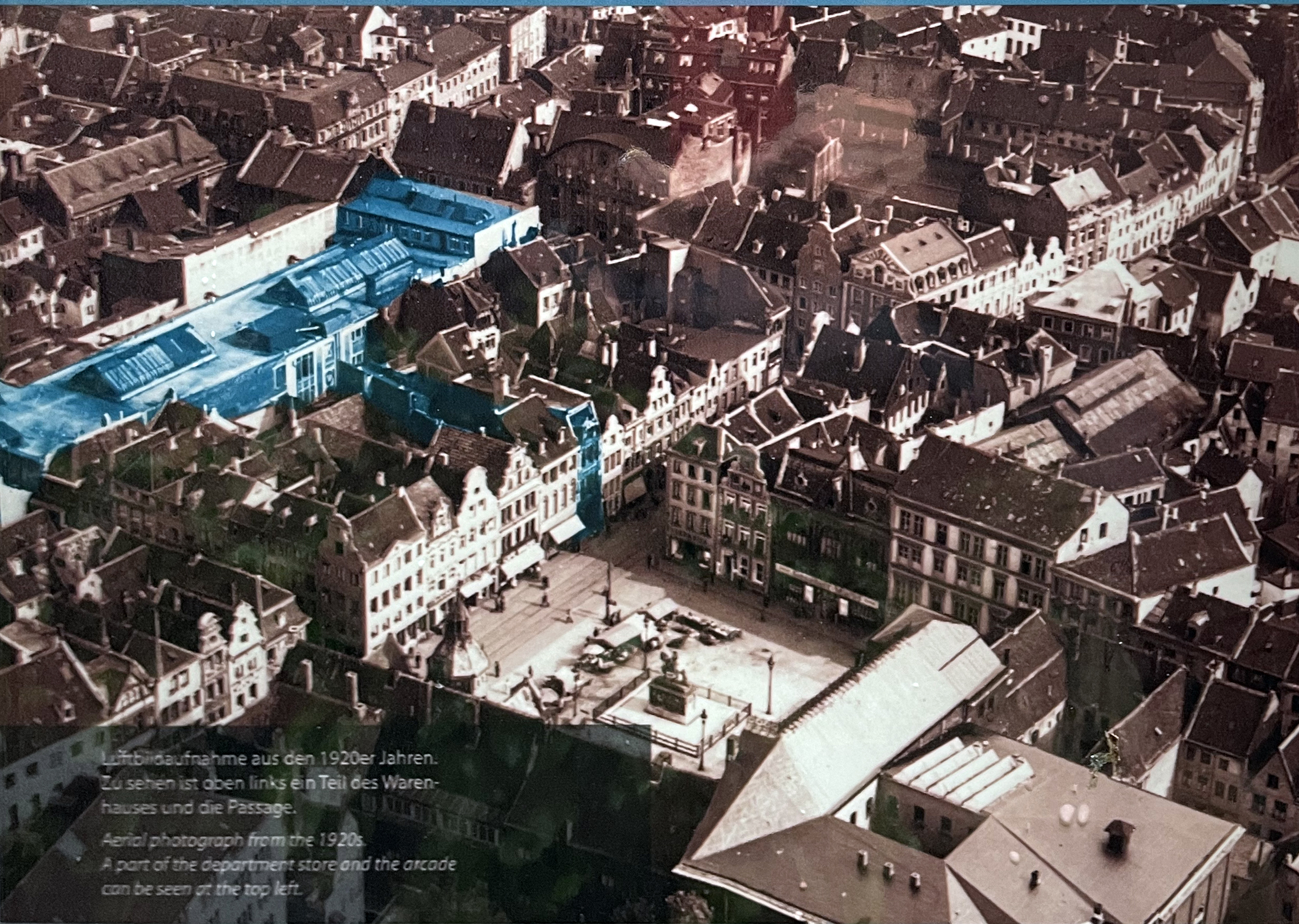
Luftbildaufnahme aus den 1920er Jahren (in Blau) Teil des Warenhauses Hartoch und die Passage von Bolker- bis Flinger Straße, heute Schneider-Wibbel-Gasse

Hier befand sich, heute an der Ecke zur Schneider-Wibbel-Gasse, vom 1. Januar 1771 bis Anfang des 19. Jahrhunderts die Kaiserliche Posthalterei. Diese wurde 1814 in ein Eckhaus in der Straße Altestadt Nr. 17, den ehemaligen Gasthof Hof von Holland, verlegt. Im Gebäude der Posthalterei wurden seit 1791 Abonnementskonzerte gegeben. Hier bildete sich auch eine „Musik-Akademie“. Zeitweilig waren die Angebote deutscher und italienischer Musik ein großer Anziehungspunkt für die Gesellschaft.
1807 war hier der Posthalter Georg Lejeune. Dieser hatte die auf der gegenüberliegenden Straßenseite gelegene ehemalige Kapuziner-Klosterkirche gekauft, abgerissen und dort einen Gasthof gebaut. Zu Verbesserung der Einkünfte richtete er zusätzlich im Haus Nr. 20 einen Tanzsaal ein.
1828 richtete der neue Eigentümer, Kaufmann Simon Hohmann, das Gesellschaftslokal „Im Casino“ ein. Hier organisierte der damalige Präsident der Handelskammer Franz Schimmelbusch 1837 eine „Ausstellung der Industrieerzeugnisse des Regierungsbezirkes Düsseldorf“, die mit 8654 Besuchern ein großer Erfolg war und den Grundstein zu Düsseldorfs Entwicklung als Ausstellungs- und Messestadt legen sollte. 113 Gewerbetreibende, darunter Möbelhersteller, diverse Handwerker und auch Industriebetriebe stellten rund 3000 Gegenstände aus, die direkt gekauft werden konnten.

### Warenhaus Hartoch Nr. 18/26

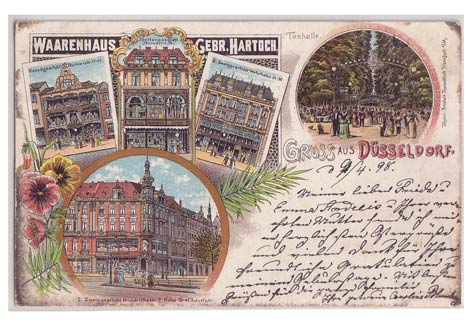
Warenhaus Hartoch auf einer Postkarte von 1898

Das 1896 von der jüdischen Kaufmannsfamilie Hartoch an der Bolkerstraße 19/21 durch die Architekten Jacobs & Wehling gebaute Düsseldorfer Kaufhaus wurde abgebrochen und nach Entwürfen des Architekten Richard Hultsch 1905 zu „einer großen Warenhausanlage“ mit einer Glaspassage bis zum Haus Nr. 20 auf der Flinger Straße erweitert. 1932 ging das Warenhaus in Konkurs; das Gebäude wurde 1943 bei einem Bombenangriff zerstört. Die Schneider-Wibbel-Gasse hatte es vor dem Zweiten Weltkrieg nicht gegeben. Sie wurde mit Baubeginn um 1955 in den Trümmern angelegt, und ab 1956 wurde die Straße gepflastert. Zum Gedenken an die ehemaligen Besitzer des Warenhauses wurde am 12. Oktober 2007 am damaligen Durchgang zwischen dem Warenhaus Woolworth/Schneider-Wibbel-Gasse eine Stele errichtet.

### Haus Nr. 28, „Zum Goldenen Krahnen“
Das Eckhaus Flinger Straße / Kapuzinergasse Nr. 28, genannt Zum goldenen Loskrahnen und Zum Goldenen Krahnen, war 1738 Wittib Crüchten’s Haus. Nach 1786 waren F. Breitenstein und F. Hagedorn die Eigentümer, bis 1803 die Witwe Hagedorn das Haus an den Hutmacher Rodenkirchen verkaufte. Weitere Besitzer waren P. T. Schmitten und Ende des 19. Jahrhunderts der Kupferschläger J. H. Biesenbach. Später baute der Warenhauskonzern Woolworth auf den Grundstücken Nr. 22–28 ein neues Gebäude und eröffnete eine Filiale, die bis 2007 betrieben wurde. Nach Abriss dieser Filiale wurde auf dem Grundstück wieder ein Gebäude errichtet.

### Weitere Gebäude

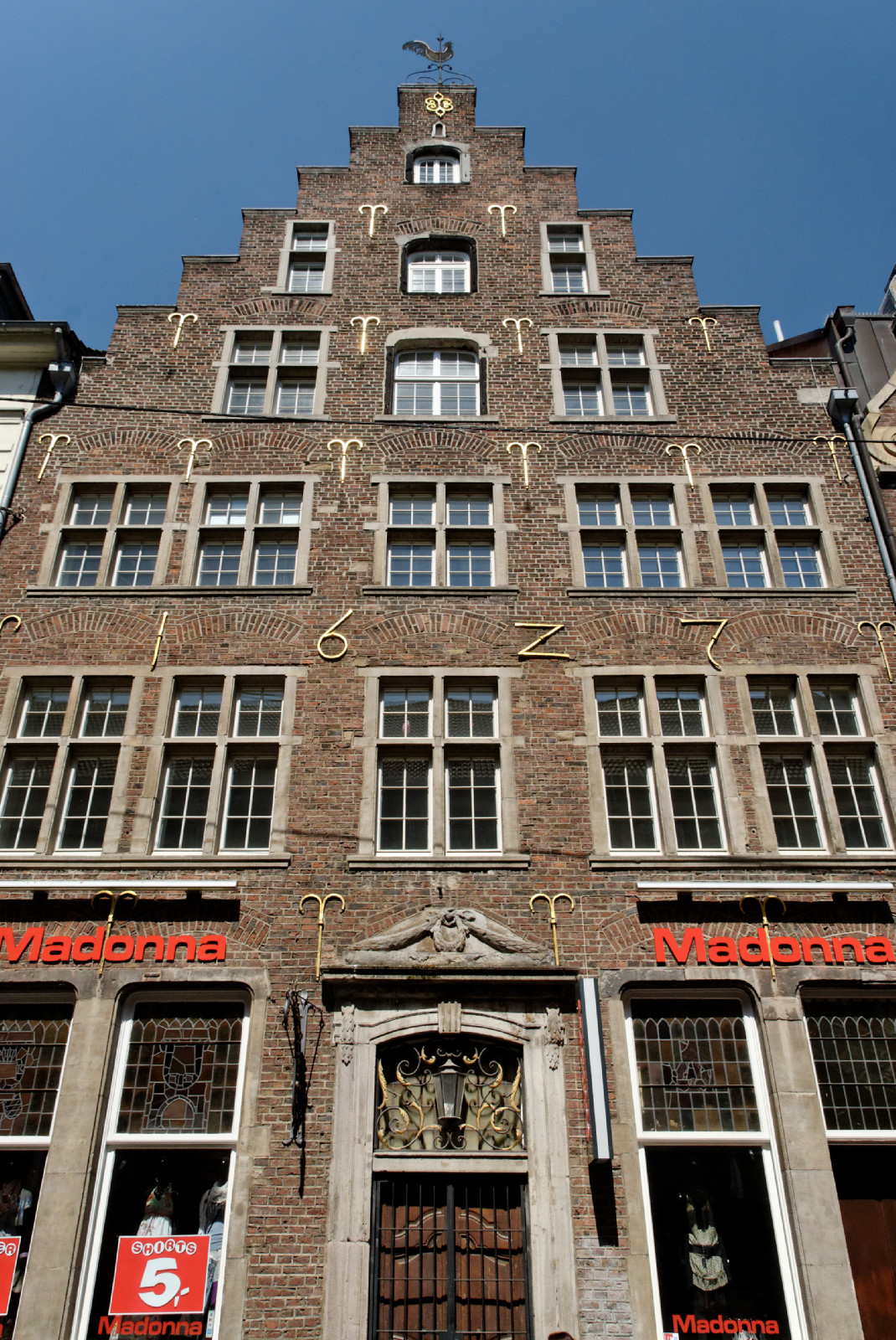
Haus Zum Kurfürsten

An der Flinger Straße 1 befindet sich das Haus Goldener Helm aus dem 18. Jahrhundert. Es ist Produktions- und Verkaufsstätte der Düsseldorfer Spezialität Killepitsch.
Für die Häuser Nr. 7 – seinerzeit genannt In der Kluft – und Nr. 9 – genannt In der Goldenen Lilie – wird für 1737 ein Bäcker und Brauer mit Namen Gosvin Verres als Eigentümer genannt. Für beide Gebäude sind im 18. und 19. Jahrhundert weitere Eigentümer von Gasthofbrauereien, Branntweinbrennereien und auch anderen Gewerben namentlich nachweisbar. Nr. 9 war bereits vor 1889 in Besitz des Bierbrauers Friedrich Sonnen, der auch eine Gasthofbrauerei betrieb. Er dürfte damit der Namensgeber für eine Änderung der Bezeichnung zu Zur Sonne gewesen sein. Unter diesem Namen bestand bis zu Beginn der 2. Hälfte des 20. Jahrhunderts in diesem Gebäude eine Gasthofbrauerei.
Das Haus zum Kurfürsten mit der Hausnummer 36 aus dem Jahr 1627 ist eines der beeindruckendsten Gebäude der Altstadt aus dieser Zeit. Der Name des Gebäudes geht auf eine Gaststätte gleichen Namens zurück, die bis Mitte des 20. Jahrhunderts betrieben wurde und zuletzt die älteste Gaststätte der Stadt war.

### Abgegangene und zerstörte Gebäude
- Flinger Straße 22–26

Historische Ansichten
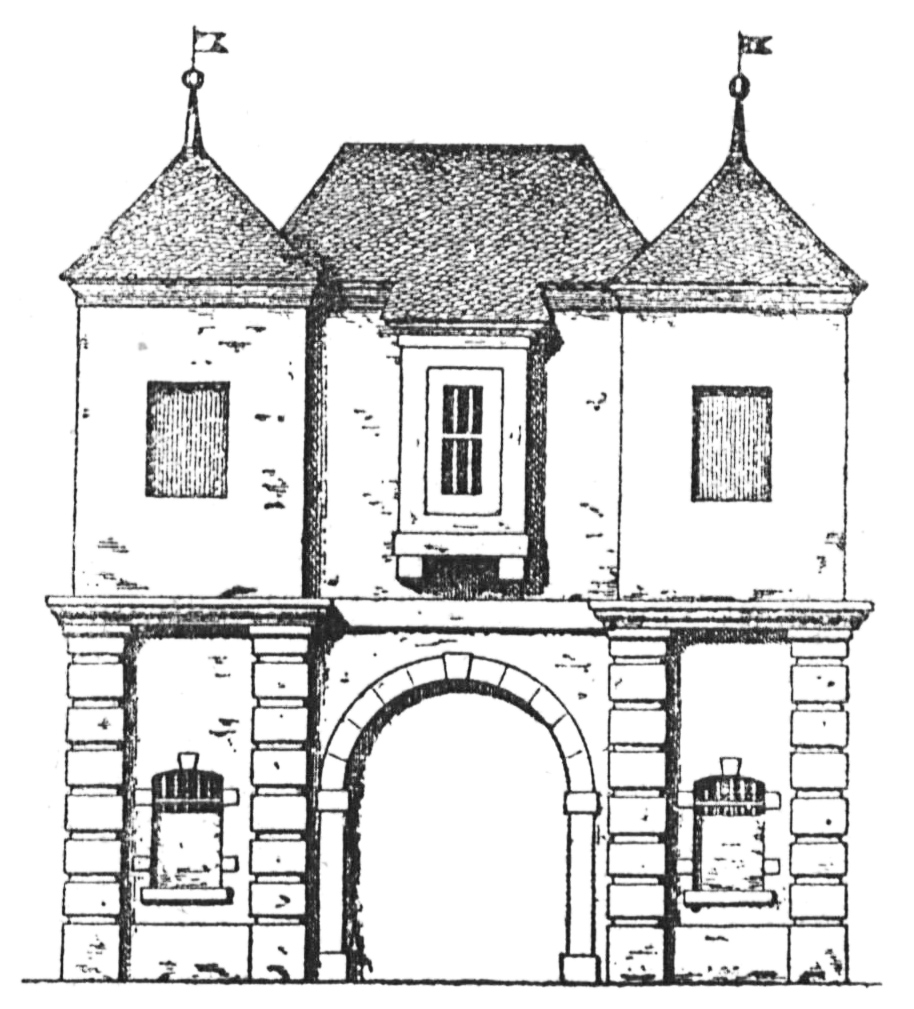
Altes Flinger Tor
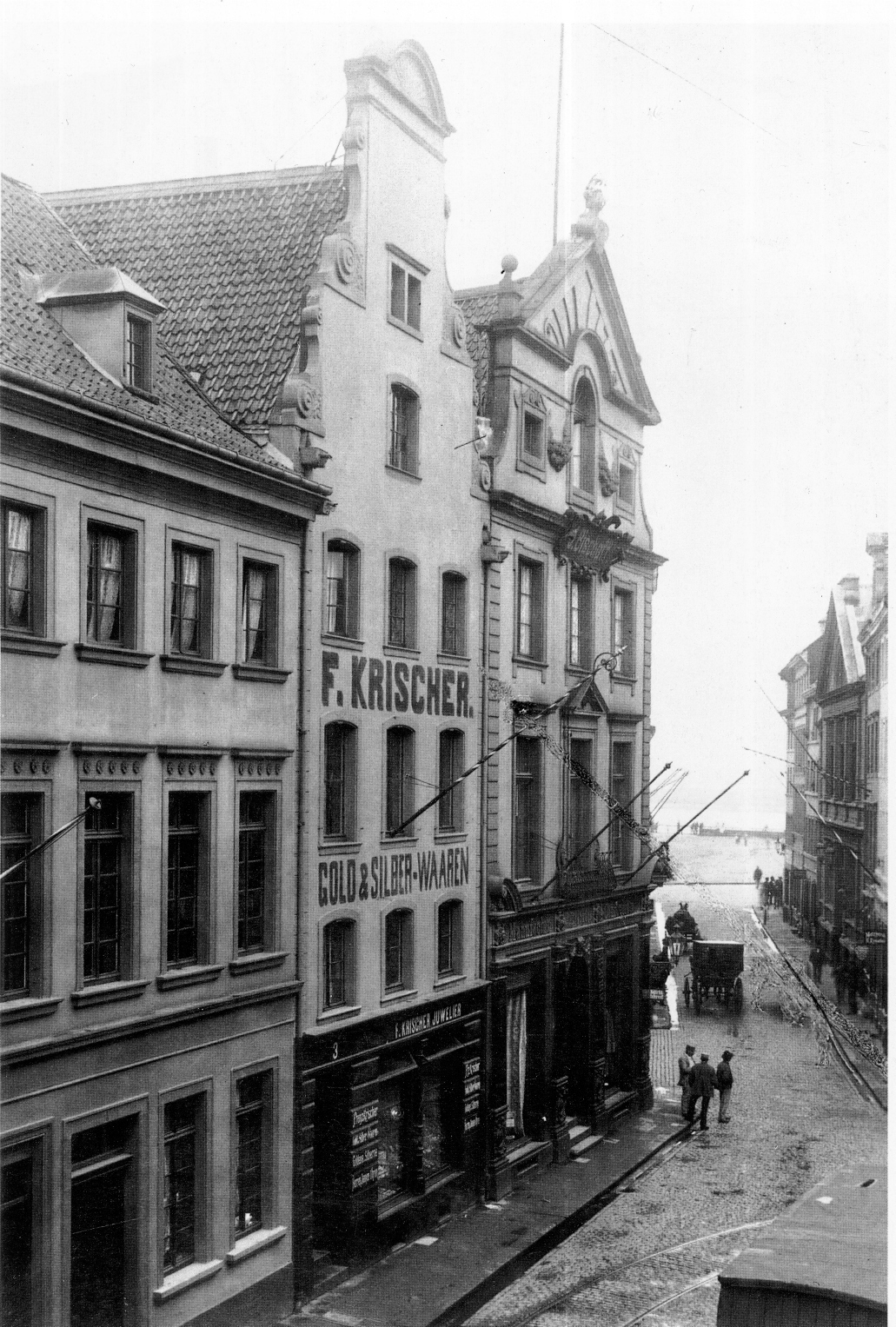
Häuser Flinger Straße 5, 3 und 1 um 1900
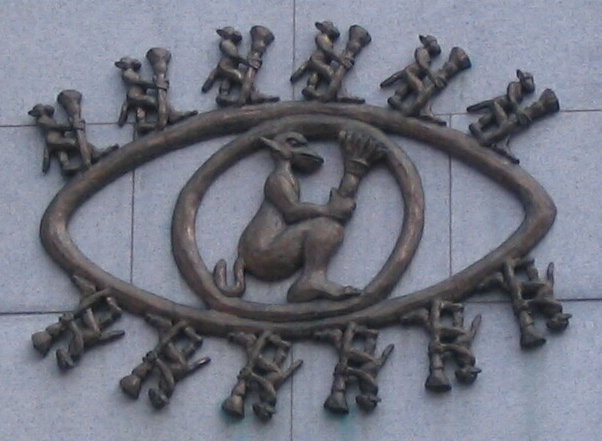
Affe, der einen Malerpinsel hält. „Immendorffauge“, ehemals am Geschäftshaus Nr. 25 (1996–2010)